# 孔雀冠蜂鸟
孔雀冠蜂鸟（学名：Lophornis pavoninus），是雨燕目蜂鸟科的一种鸟类。
孔雀冠蜂鸟体重约3克，翼长约45.8毫米，嘴峰长约13.7毫米，喙宽度约1.3毫米，喙厚度约1.2毫米，跗蹠长约7.8毫米，尾长约30.2毫米。孔雀冠蜂鸟在其分布区内为留鸟，其栖息在密集的人工改造的环境中，食性为草食性，主要食物来源是植物的花蜜。

## 亚种
- ：分布于委内瑞拉东南部至圭亚那。
- ：分布于委内瑞拉东南部的杜伊达峰和邻近的其它小山峰。[4]